# タンムーズ (ユダヤ暦)
タンムーズ（ヘブライ語: תַּמּוּז、英語: Tammuz）はユダヤ暦の月。

## 概要
月名はバビロニア暦のDumuziに由来する。現代で使用されている政治暦では10月であるが、古代使用されていた宗教暦ではニサンの月から数えるため4月となる。詳しくはユダヤ暦#宗教暦と政治暦を参照のこと。
月の長さは29日間であり、グレゴリオ暦では、6月から7月の時期にあたる。

## 主な行事
- 17日 - タンムーズの17日（英語版）